# 入來站
入來站（日语：／ Iriki eki */?）是位於鹿兒島縣薩摩郡入來町副田（現時：薩摩川內市入來町副田），日本國有鐵道（國鐵）宮之城線的鐵路車站（廢站）。

## 歷史
- 1926年（大正15年）5月8日：樋脇站至宮之城站之間開通，入來站啟用《日本鐵道旅行地圖帳（日语：日本鉄道旅行地図帳）》九州沖繩 p.50</ref>。當時為一般車站。
- 1935年（昭和10年）2月21日：省營自動車（日语：国鉄バス）加治木線（加治木至入來之間）開始營業[2]。
- 1971年（昭和46年）3月1日：結束貨運業務[1]。
- 1984年（昭和59年）2月1日：結束行李起卸業務[1]。
- 1987年（昭和62年）1月10日：隨著宮之城線全線廢除，此站也被廢除[1]。

## 車站構造
此站設有2面2線的相對式月台（千鳥式配置）和鋼筋混凝土建成的站舍。在廢站前由於還有列車交會的情況，因此職員當值於此站。

## 車站周邊
現時此站遺址變為公民館，鄰近入來郵局。
- 國道328號（日语：国道328号）
- JR九州巴士、鹿兒島交通（日语：鹿児島交通）「入來」巴士站

## 相鄰車站
日本國有鐵道（國鐵）
宮之城線
上樋脇－入來－薩摩山崎

## 注腳
1. 1 2 3 4 5  石野哲（編）. . JTB. 1998: 707. ISBN 978-4-533-02980-6 （日语）.
2. ↑  「鉄道省告示第43号」《官報》1935年2月15日（國立國會圖書館數碼化收藏）

## 相關項目
- 日本鐵路車站列表 I